# Wanda Noury
Pour les articles homonymes, voir Noury.
Wanda Noury, née Wanda Persol, est une joueuse, une arbitre puis une dirigeante française de rugby à XV. Elle est membre du comité directeur de la Fédération française de rugby de 1995 à 2008, et de nouveau de 2012 à 2024.

## Parcours
Issue d’une famille de footballeurs, Wanda Noury avoue qu’elle ne trouvait pas son compte en allant voir jouer ses frères. Elle découvre le rugby à l'occasion d'un match du XV de France à Lyon à la fin des années 1960.
En arrivant à Chilly-Mazarin, dans l’Essonne, en 1973, elle allait pouvoir assouvir sa passion. C’est ainsi qu’elle va se retrouver en 1975 au comité directeur du Rugby Club de Chilly-Mazarin qu’elle n’a jamais quitté et où elle a été secrétaire, trésorière et présidente (de 2005 à 2009). Elle participe à la création d'une équipe féminine où elle évolue au poste de deuxième ligne, avant de devenir arbitre fédérale,.
En 1995, elle est élue au comité directeur de la Fédération française de rugby. Elle est la première femme élue à ce poste. Elle reste membre du comité directeur jusqu'en 2008. Elle est présidente de la commission féminine à la FFR et chargée des équipes de France féminines de 1995 à 2004. Elle est également membre de la commission Femmes et sport au ministère de la Jeunesse et des Sports. De 2004 à 2008, elle est responsable du Haut Niveau Féminin (France, France A et France à 7).
Elle est aussi manager puis cheffe de délégation de l'équipe de France féminine de rugby de 1995 à 2008.
Elle est faite chevalier de l'ordre national du Mérite en 1999 puis chevalier de la Légion d'honneur en 2008.
En 2010, elle intègre le conseil d'administration de la Fondation Albert-Ferrasse puis en devient la secrétaire générale le 13 janvier 2011.
En 2012, elle soutient Pierre Camou et fait partie de sa liste pour réintégrer le comité directeur de FFR. La liste de Camou est la seule candidate. Wanda Noury est donc logiquement élue. Elle devient membre élue associée rattachée au trésorier général, chargée des Grands blessés et assurances.
En novembre 2016, elle est de nouveau membre la liste menée par Pierre Camou pour intégrer le comité directeur de la FFR. Lors de l'élection du nouveau comité directeur, le 3 décembre 2016, la liste menée par Bernard Laporte obtient 52,6 % des voix, soit 29 sièges, contre 35,28 % des voix pour Pierre Camou (6 sièges) et 12,16 % pour Alain Doucet (2 sièges). Wanda Noury conserve sa place au comité directeur mais c'est Bernard Laporte  qui est élu à la présidence de la fédération française de rugby.
En 2020, elle est candidate en 5e position sur la liste de Bernard Laporte pour être réélue au comité directeur de la FFR alors que plusieurs anciens colistiers de Pierre Camou forment une liste d'opposition menée par Florian Grill. La liste de Bernard Laporte réunit 51,47 % des voix à l'issue du scrutin le 3 octobre 2020, et obtient 29 sièges. Wanda Noury est réélue au sein du comité directeur.
En 2024, elle n'est pas candidate lors du renouvellement du comité directeur de la FFR sur les listes menées respectivement par Florian Grill et Didier Codorniou,.

## Décorations
- Chevalier de l'ordre national du Mérite (décret du 15 novembre 1999)
- Chevalier de la Légion d'honneur (décret du 11 juillet 2008)